# Мухомор порфировый
Мухомо́р порфи́ровый (лат. Amanita porphyria) — гриб рода Мухомор (Amanita) семейства Мухоморовые (Amanitaceae).

В сыром виде гриб слабоядовит, имеет неприятные вкус и запах, поэтому несъедобен. 

## Описание
Шляпка ∅ 5—9 см, форма с возрастом меняется от колокольчатой до распростёртой, кожица серая, коричнево-серая или серовато-пурпурная, покрыта шелковистыми волокнами и иногда остатками общего покрывала, края шляпки без борозд. 

Мякоть тонкомясистая, белая, с запахом сырого картофеля, вкус редечный. 

Ножка 8—13 см в высоту (обычно не выше 10 см), ∅ 1—2 см, гладкая, белая или светло-жёлтая (иногда окраска бывает как у шляпки или муаровая), цилиндрическая, со значительным (до 2,5 см) полушаровидным утолщением внизу. 

Пластинки свободные или слабоприросшие, мягкие, частые, белого цвета. 

Остатки покрывала: кольцо белое или серое, повисающее, находится в средней части ножки. У старых грибов может прилипать к ножке в виде черноватой плёнки. Вольва мягкая, свисающая, очень тонкая и гладкая, беловатая или серо-фиолетовая. Хлопья на шляпке серые, кожистые или бородавчатые, часто отсутствуют. 

Споровый порошок белый. 

Споры 9 мкм, почти округлые, амилоидные.

## Экологияи распространение
Растёт на бедных кислых почвах в хвойных и смешанных с берёзой лесах. Распространён в Средней и Северной Европе, особенно в Скандинавии, в горах встречается на высоте до 1600 м. 

Сезон с июля до конца октября.

## Сходные виды
Несъедобные:
- Мухомор поганковидный (Amanita citrina) похож по запаху, но хорошо отличается цветом

Съедобные:
- Мухомор толстый (Amanita spissa) более крупный и мясистый, без «картофельного» запаха